# Himitsu (album)
Pour les articles homonymes, voir Himitsu.
Albums de Yui Horie
Honey Jet!!
(2009) World End no Niwa
(2015)
Singles
Himitsu est le 8e album solo de Yui Horie, sorti sous le label Star Child le 22 février 2012 au Japon.

## Présentation
L'album arrive 3e à l'Oricon et reste classé 6 semaines. Il contient des titres inédits ainsi que la chanson Yahho! présente sur le single Yahho!, la chanson Presenter présente sur le single Presenter, la chanson Coloring présente sur le single Coloring, et les chansons Immoralist et  True truly love présente sur le single Immoralist. L'album sort au format CD et en 2 éditions limitées qui contiennent en plus un photobook (différent pour chaque édition limitée).

## Liste des titres
| 1.  | Himitsu ~Prologue~ (秘密 ~プロローグ~)         | Masumi Asano (あさのますみ) | Hiroko Yamazaki (山崎寛子)                   | 2:18 |
| 2.  | Kiss to you                                    | Shilo                       | Shilo                                        | 3:39 |
| 3.  | Coloring                                       | Minamoto.K, shu             | Minamoto.K                                   | 3:49 |
| 4.  | True truly love                                | Akiko Watanabe (渡邊亜希子) | Makoto Miyazaki (宮崎誠)                     | 3:51 |
| 5.  | Himitsu ~Kimi wo Miteta~ (秘密 ~君を見てた~)   | Masumi Asano (あさのますみ) | Shilo                                        | 4:47 |
| 6.  | Ima Kara Kimi no Moto e (イマカラキミノモトヘ) | Ruka Kawada (川田瑠夏)      | Ruka Kawada (川田瑠夏)                       | 4:24 |
| 7.  | Presenter (PRESENTER)                          | Kanata Nakamura (中村彼方)  | Masato Nakayama (Elements Garden) (中山真斗) | 4:27 |
| 8.  | Immoralist (インモラリスト)                    | Ryujin Kiyoshi (清竜人)     | Ryujin Kiyoshi (清竜人)                      | 4:57 |
| 9.  | Mission (MISSION)                              | Natsumi Tadano (只野菜摘)   | Yutaka Shinya (新屋豊)                       | 4:21 |
| 10. | Dear Future (DEAR FUTURE)                      | Yūho Iwasato (岩里祐穂)     | Narasaki                                     | 4:51 |
| 11. | Childish♥Love♥World (CHILDISH LOVE WORLD)      | Ryujin Kiyoshi (清竜人)     | Ryujin Kiyoshi (清竜人)                      | 4:31 |
| 12. | Yahho! (YAHHO!!)                               | Yui Horie (堀江由衣)        | Yui Horie (堀江由衣)                         | 4:00 |
| 13. | Sky Fish                                       | Yui Horie (堀江由衣)        | Ruka Kawada (川田瑠夏)                       | 4:15 |
| 14. | Himitsu ~Machiawase~ (秘密 ~待ち合わせ)        | Masumi Asano (あさのますみ) | Shigenobu Ohkawa (大川茂伸)                  | 5:13 |